# 메달 오브 아너: 언더그라운드
메달 오브 아너: 언더그라운드(Medal of Honor: Underground)는 드림웍스 인터렉티브가 제작한 메달 오브 아너 시리즈의 두 번째 게임이다. 프랑스판의 명칭은 "Medal of Honor : Résistance"이다.

## 개요
플레이어는 전작에 등장하였던 독일 나치즘에 저항하는 프랑스 레지스탕스의 일원인 마농 베티스테의 역할을 맡아 전략사무국에 소속되어 프랑스에서의 저항 운동, 북아프리카의 카사블랑카, 그리스, 이탈리아의 몬테 카지노, 독일에서 잠입하게 된다.

## 평가
| 평론 점수 평론사 점수 GBA PS 올게임 N/A [ 1 ] 에지 N/A 7/10 [ 2 ] EGM N/A 5.67/10 [ 3 ] 게임 인포머 N/A 9/10 [ 4 ] 게임 레볼루션 N/A B [ 5 ] 게임프로 N/A [ 6 ] 게임스팟 5.5/10 [ 7 ] 7.6/10 [ 8 ] IGN N/A 9/10 [ 9 ] 닌텐도 파워 2.3/5 [ 10 ] N/A OPM (US) N/A [ 11 ] Maxim N/A 8/10 [ 12 ] 통합 점수 메타크리틱 46/100 [ 13 ] 86/100 [ 14 ] |        |         |
| 평론 점수 |        |         |
| 평론사 | 점수   | 점수    |
| 평론사 | GBA    | PS      |
| 올게임 | N/A    | [ 1 ]   |
| 에지 | N/A    | 7/10    |
| EGM | N/A    | 5.67/10 |
| 게임 인포머 | N/A    | 9/10    |
| 게임 레볼루션 | N/A    | B       |
| 게임프로 | N/A    | [ 6 ]   |
| 게임스팟 | 5.5/10 | 7.6/10  |
| IGN | N/A    | 9/10    |
| 닌텐도 파워 | 2.3/5  | N/A     |
| OPM (US) | N/A    | [ 11 ]  |
| Maxim | N/A    | 8/10    |
| 통합 점수 |        |         |
| 메타크리틱 | 46/100 | 86/100  |